# Comisión del Codex Alimentarius
La Comisión del Codex Alimentarius (también conocido por su acrónimo CAC) es un organismo gubernamental creado en noviembre de 1961 por la Organización de las Naciones Unidas para la Alimentación y la Agricultura (FAO) con el fin de garantizar la aceptación de buenas prácticas comerciales y de sanidad de los alimentos. El mismo se unió a la Organización Mundial de la Salud (OMS) en junio de 1962 para desarrollar normas alimentarias. Actualmente, la Comisión tiene más de 186 Estados miembros, que representan aproximadamente el 97% de la población mundial. A pesar de ser una organización integrada por gobiernos de distintos países, las organizaciones industriales y consumidores son alentadas a participar para permitir la estandarización de entre otros sectores.
La Comisión del Codex Alimentarius aprueba lo que se conoce como el Codex Alimentarius o “Código Alimentario”, que es un conjunto de normas, directrices y códigos de prácticas para la gestión comercial de alimentos. La CAC constituye el elemento central del Programa Conjunto FAO y OMS sobre normas alimentarias. El programa fue establecido por ambos organismos bajo la finalidad de proteger la salud de los consumidores y promover prácticas leales en el comercio alimentario.
La primera sesión de la CAC fue celebrada en Roma en octubre de 1963, en la cual se promulgaron 237 normas de alimentos que garantizan prácticas equitativas en el comercio internacional de alimentos. La Comisión también promueve la coordinación de todos los trabajos sobre normas alimentarias emprendidos por organizaciones internacionales gubernamentales y no gubernamentales.
La Organización Mundial de Comercio reconoce a la CAC como punto de referencia internacional para la resolución de controversias relacionadas con la inocuidad de los alimentos y la protección del consumidor.
Este organismo está encargado de velar por temas de higiene de los alimentos, los aditivos alimentarios, residuos de plaguicidas y medicamentos veterinarios; además de las contaminaciones tanto químicas como biológicas, entre otros asuntos.